# بیلی جونز (بازیکن فوتبال، زاده ۱۹۸۷)
بیلی جونز (انگلیسی: Billy Jones؛ زادهٔ ۲۴ مارس ۱۹۸۷) ورزشکار اهل بریتانیا است.
از باشگاه‌هایی که در آن بازی کرده‌است می‌توان به پرستون نورث اند، کرو آلکساندرا
، وست برومویچ آلبیون و ساندرلند اشاره کرد.